# Serenay Sarıkaya
Serenay Sarıkaya (ur. 1 lipca 1992 w Ankarze) – turecka aktorka i modelka.

## Życiorys

### Młodość
Urodziła się 1 lipca 1992 roku w Ankarze jako córka Seyhan Umran i Mustafy Sarikaya. Mieszkała z rodziną w Antalyi do siódmego roku życia, gdy jej rodzice się rozwiedli. Po ponownym ślubie ojca przeprowadziła się z matką do Stambułu, by móc spełniać marzenia o aktorstwie. Uczyła się w Antalya Saime Salih Konca High School. W wieku 15 lat wzięła udział w Europejskim Konkursie Urody Juniorów w Czechach i otrzymała nagrodę specjalną od jury.

### Kariera
W 2006 roku miał miejsce jej debiut aktorski – zagrała w filmie Şaşkın w roli Itır. W 2008 roku wystąpiła w swoim drugim filmie Plajda, gdzie wcieliła się w postać Aslı. W tym samym roku zagrała w pierwszym serialu – Peri Masalı. W latach 2008–2010 grała w serialu telewizyjnym Adanalı, gdzie wcieliła się w postać Sofii i otrzymała uznanie krytyków za mieszany akcent grecko-adański. W 2010 roku wzięła udział w konkursie na Miss Turcji i zajęła w nim drugie miejsce. W tym samym roku zaczęła występować w serialu telewizyjnym Lale Devri i w jednym z odcinków zaśpiewała piosenkę, która spodobała się publiczności, dzięki czemu otrzymała propozycje stworzenia albumu. Nie przyjęła jednak oferty, bo zdecydowała się postawić aktorstwo ponad wszystko.
W maju 2013 roku Sarıkaya rozpoczęła zdjęcia do filmu Behzat Ç. Ankara Yanıyor, w którym wcieliła się w postać Melisy. W tym samym roku zaczęła grać w serialu Medcezir, za co została nagrodzona wieloma tytułami. W 2014 roku stała się twarzą Mavi Jeans. Na potrzeby promocji wiosenno-letniej kolekcji Mavi Jeans w 2015 roku zaśpiewała wraz z Keremem Bürsin, co spotkało się z pozytywnym odbiorem publiczności. W latach 2017–2018 grała postać Duru w serialu Fi. W 2019 roku zadebiutowała teatralnie jako Alicja z musicalem Alice Müzikali.

## Filmografia
| Filmy     | Filmy                    | Filmy            |
| Rok       | Tytuł                    | Rola             |
| --------- | ------------------------ | ---------------- |
| 2006      | Şaşkın                   | Itır             |
| 2008      | Plajda                   | Aslı             |
| 2010      | Jak wytresować smoka     | Astrid Hofferson |
| 2013      | Behzat Ç. Ankara Yanıyor | Melisa           |
| 2016      | İkimizin Yerine          | Çiçek            |
| 2020      | Bergen: Acıların Kadını  | Bergen           |
| Telewizja |                          |                  |
| Rok       | Tytuł                    | Rola             |
| 2008      | Peri Masalı              | Talya            |
| 2008–10   | Adanalı                  | Sofia Dikkaya    |
| 2010–12   | Lale Devri               | Yeşim Taşkıran   |
| 2013–15   | Medcezir                 | Mira Beylice     |
| 2017–18   | Fi                       | Duru Durulay     |

| Teatr | Teatr          | Teatr  |
| Rok   | Tytuł          | Rola   |
| ----- | -------------- | ------ |
| 2019  | Alice Müzikali | Alicja |